# Sarracenia flava
Vous pouvez aider à l'améliorer ou bien discuter des problèmes sur sa page de discussion.
- Certaines informations devraient être mieux reliées aux sources mentionnées dans la bibliographie ou les liens externes. Améliorez sa vérifiabilité en les associant par des références. (Marqué depuis octobre 2016)

Espèce
Classification phylogénétique
Répartition géographique
Statut de conservation UICN

 LC  : Préoccupation mineure
Statut CITES
Sarracenia flava est une espèce de plantes à fleurs de la famille des Sarraceniaceae.

## Origine
La plante, introduite en France en 1752, fut décrite par Carl von Linné en 1753. Le premier à l'avoir étudiée fut Mark Catesby en 1731.

## Étymologie
Le nom d'espèce, flava, vient directement du latin classique et signifie « jaune clair, jaunâtre » en référence à la couleur des fleurs.

## Répartition
Elle est originaire des États-Unis, en Amérique du Nord, avec une répartition partant de la Virginie, en passant par la Caroline du Nord, la Caroline du Sud et la Géorgie, et , allant vers le Sud, en finissant par la Floride.

## Habitats
Elle croit dans les marécages ou les prairies humide au sol sableux et parfois tourbeux, sous un climat tempéré humide.

## Description
C'est une  plante carnivore vivace, terrestre, rhizomateuse, herbacée, dont il existe plusieurs formes et variétés. Sa taille varie entre 70 et 130 cm.

### Feuilles
Cette plante est un véritable pièges à mouches, celles-ci sont en effet attirées par la plante. Elles s'approchent de l'orifice des urnes se posent sur les bords pour sucer la substance qui recouvre les feuilles et finissent immanquablement par tomber au fond du piège d'où elles ne pourront plus s'échapper.
Les plus belles urnes se développent généralement au printemps et en été, bien que certaines variétés continuent la production d’urnes jusqu’au début de l’automne. Cette espèce produit des feuilles secondaires connues sous le nom de phyllodes, qui ressemblent à des feuilles plates. Les phyllodes apparaissent généralement à la fin de l’été et elles peuvent rester sur la plante durant tout l’hiver, longtemps après que les urnes se sont détériorées.
Les urnes ont l’air d’entonnoirs étroits et allongés avec une bouche évasée et une lèvre assez large, ou péristome, et un cou étroit qui soutient le large opercule presque horizontal. Contrairement au col de Sarracenia purpurea, cet opercule empêche efficacement l’eau de rentrer, et sert de plate-forme d’atterrissage pour les insectes volants.
Les insectes rampants suivent les traces de nectar sur toute la longueur de l’urne, particulièrement le long de l’aile réduite située sur la partie frontale de l’urne. Diverses couleurs attirent la proie vers les parties les plus traîtresses de la feuille.
Les insectes semblent intoxiqués tant qu’ils sont dans les parages de la large bouche, sous l’opercule, ou au péristome où la paroi est assez glissante. Les insectes ivres tombent dans le tube qui se rétrécit. Le battement des ailes peut créer un vide partiel dans l’urne, ce qui fait que cette dernière suce encore plus les insectes.
L’intérieur est tellement cireux que les insectes gardent rarement pied. On trouve des poils dirigés vers le bas dans les parties les plus profondes. Des jus digestifs sont sécrétés par la plante dans les parties inférieures du piège, et le niveau de ce liquide monte au fur et à mesure que les insectes sont capturés.
Les premiers insectes se noient généralement dans ce fluide, qui les dissout pour ne laisser que leur exosquelette. Les urnes peuvent capturer de telles quantités d’insectes qu’elles peuvent plier sous leur poids. Les mouches, les fourmis, les guêpes, les scarabées, et les papillons sont les proies les plus courantes.

### Fleurs
Les fleurs aussi grandes que les feuilles sont de couleur jaune, solitaires et penchées à l'extrémité des hampes également radicales. Le diamètre des fleurs peut atteindre 8 cm. La conception même de la fleur favorise une pollinisation croisée par les insectes.
Le bouton floral commence à apparaître dès le début mars. La floraison a lieu de mars à mai en fonction de la température et de l'éclairement. Les pétales tombent relativement vite mais la fleur reste belle jusqu'à la fin juin.

## Formes et variétés

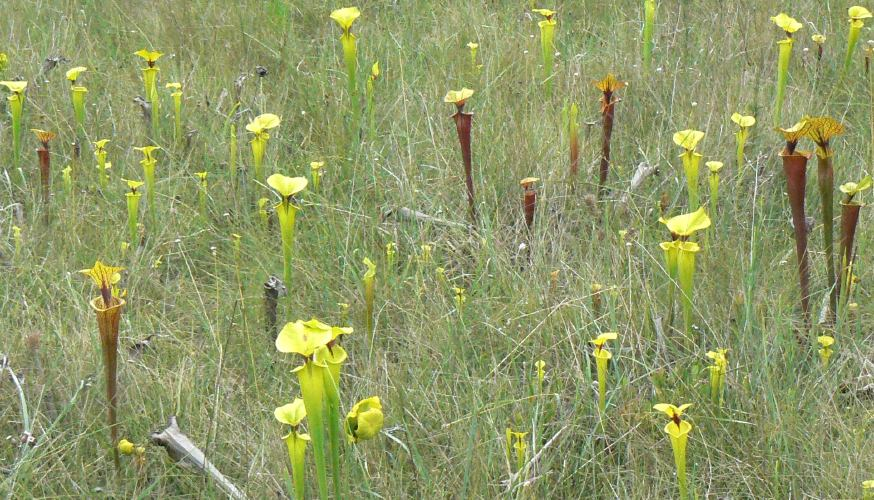
Groupe présentant plusieurs morphes.

Sarracenia flava est fortement variable, et il est le deuxième en popularité après Sarracenia purpurea. Nommé en raison de ses grosses fleurs aux longs pétales jaunes pendants.
Bien qu’aucune sous-espèce n’ait été nommée, on connaît de nombreuses variétés naturelles, ainsi qu’un assortiment de formes cultivées par des passionnés qui leur attribuent souvent des surnoms. La taxinomie de ces plantes est très confuse.
Les noms utilisés par les collectionneurs pendant des années se sont révélés être incorrects, et des plantes similaires peuvent être connues sous des noms différents selon les pays. Ajoutez à cela plusieurs hybrides produits artificiellement entre les différentes formes, et la confusion devient assez aiguë.
Sarracenia flava : On la trouve à l’état sauvage sur toute son étendue, les urnes sont essentiellement vertes avec des veines rouges.
Sarracenia flava var. rugelii : Présence de grosses taches rouge sous le capuchon. Elle ne possède aucune veine.
Sarracenia flava var. cuprea : variété de Caroline ; l’opercule et la partie supérieure de l’urne ont une coloration rouge cuivrée avec d’importantes veines rouges tout le long de l’urne.
Sarracenia flava f. verte : Cette grande forme de Caroline ne possède aucune pigmentation rouge sur les urnes, bien que les phyllodes puissent avoir de légères teintes rouges. C’est la vraie ‘Maxima’ nommée à la fin des années 1800.
Sarracenia flava var. rubricorpora : Cette variété populaire est originaire de la péninsule de Floride. L’extérieur du tube est de couleur rouge foncé, alors que la lèvre, la gorge, et l’opercule sont verts avec des veines rouges. Une grande partie de l’opercule est parfois également rougeâtre. La couleur diminue temporairement lorsque l’on déplace la plante, ou peut disparaître tard dans la saison. Communément appelée « Burgundy » en Angleterre, par Adrian Slack, et « Atropurpurea » aux États-Unis.
Adrian Slack, pépiniériste et auteur britannique, mentionne quelques variétés que l’on cultive essentiellement en Angleterre. Il décrivit Sarracenia flava ‘Claret’, qu’il introduisit en culture, comme teintée de marron avec d’importantes veines rouges.
Sarracenia flava ‘Marston dwarf’ : un cultivar choisi par Slack, produit des touffes d’urnes fortement veinées qui ne mesurent pas plus de 50 cm de haut.

## Culture
En raison de la grandeur de la plante utiliser un pot de 13 cm minimum.
Les rempotages auront lieu au printemps jusqu'au début de l'été.
L'été, elle pourra être cultivée à l'extérieur sans problème. Mais l'hiver il faudra lui éviter le gel. Pour un bon hivernage une température aux alentours de 5 à 10° convient.
On peut garder la plante à des températures plus élevées, à l'intérieur d'une maison par exemple, mais on prendra alors le risque de diminuer sa durée de vie.
Substrat : 70 % de tourbe blonde + 20 % de sable + 10 % de vermiculite.
Température : Entre 5 et 15 °C l'hiver et de 20 à 40 °C l'été. Installer en tourbière extérieure aménagée, elle résiste sans problème à des températures à -12 °C.
Arrosage : maintenir le sol humide toute l’année au moyen de la présence d’une soucoupe sous le pot, réduire en hiver.
Exposition : le plein soleil lui convient parfaitement.
Parasite(s) et maladie(s) : Puceron, Cochenille, champignons botrytis en hiver et champignons phytophthora en été.

## Multiplication

### Par semis
Si dans la nature la production de graines est importante, il n'en est pas de même en culture. La pollinisation ne s'effectue que rarement, sans doute par manque d'insectes pollinisateurs.
Elle pourra être tentée naturellement en prenant le pollen d'une fleur avec un pinceau et en déposant celui-ci sur le stigmate d'une autre fleur. Si tout va pour le mieux, nous obtiendrons près d'une centaine de graines en fin d'été.
Pour germer celles-ci auront besoin de subir une stratification. Il faudra les semer dès le début mars, dans une barquette contenant un mélange de tourbe et de sable tassé et bien humidifié.
Les graines seront juste recouvertes d'une fine couche de tourbe tamisée. L'ensemble sera placé au réfrigérateur pendant deux à trois semaines pour subir un refroidissement. Après cette stratification on remettra le bac à semis à température normale aux environs de 20°.
La germination est assez longue il faudra attendre quelquefois plus de deux mois. Lorsque les plants seront suffisamment forts pour être manipulés on pourra les replanter dans des petits pots avec le même compost que les plantes adultes.
Ce mode de reproduction serait idéal si la germination n'était pas si capricieuse. De plus, les premières années, la croissance des Sarracenia flava est très lente.

### Par division des touffes
Une fois une plante bien établie elle produit à son pied des rejets que l'on pourra séparer au printemps.
On détachera le rejet avec un outil bien tranchant et propre, il faudra pour cela déterrer légèrement la plante. La reprise se fera sans problème si le rejet comporte de bonnes racines. Cette opération pourra se faire au cours d'un rempotage de la plante.

## Observations
Un mauvais compost peut être fatal à la plante. Un pot trop petit empêchera celle-ci de se développer normalement. Dans la nature les plantes sont attaquées par un insecte qui détruit l'intérieur du rhizome.
Au printemps les pucerons peuvent causer des dégâts aux jeunes pousses. Les détruire dès leur apparition.
En hiver une ambiance trop sèche et trop chaude peut favoriser une invasion de cochenilles farineuses. L'accumulation d'insectes dans les urnes entraine souvent une moisissure des feuilles en hiver.
Il faudra couper les feuilles atteintes pour éviter une propagation à toute la plante. Pour éviter ce risque on peut couper toutes les feuilles à l'entrée de l'hiver.
C'est une plante robuste qui peut même supporter une courte période de gel lorsqu'elle est bien établie. Il faudra respecter sa période de repos hivernal.
C'est une bonne plante que l'on peut conseiller à un débutant.